# Maoristolus parvulus
Maoristolus parvulus är en insektsart som beskrevs av Woodward 1956. Maoristolus parvulus ingår i släktet Maoristolus och familjen Aenictopecheidae. Inga underarter finns listade i Catalogue of Life.